# روز پیروزی بر ژاپن

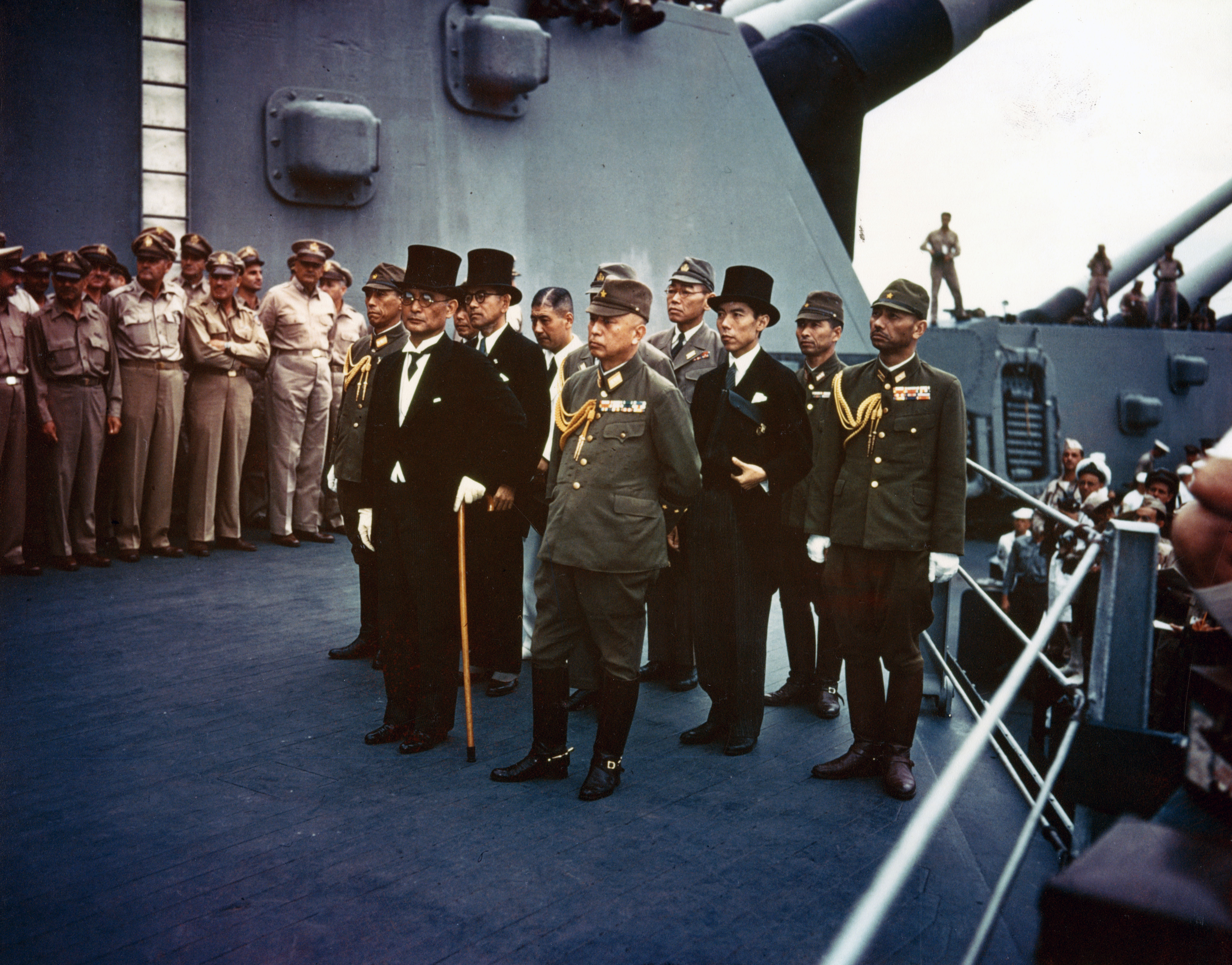
نمایندگان ژاپن بر عرشه ناو جنگی یواس‌اس میسوری سند تسلیم ژاپن را امضا می‌کنند

روز پیروزی بر ژاپن که با نام‌های V-J Day یا V-P Day (که به معنای پیروزی در اقیانوس آرام است) شناخته می‌شود، به ۱۵ اوت سال ۱۹۴۵ (و نیز ۱۴ اوت همان سال به دلیل اختلاف زمانی کشورهای دو سوی جنگ) گفته می‌شود که ژاپن در برابر ایالات متحده و نیروهای متفقین اعلام تسلیم کرد. روز پیروزی بر ژاپن همچنین به ۲ سپتامبر ۱۹۴۵ نیز گفته می‌شود که ژاپن به صورت رسمی سند تسلیم این کشور را امضا کرد.
این تسلیم در عمل به معنای پایان جنگ جهانی دوم بود.
در بریتانیا سالگرد این روز ۱۵ اوت و در ایالات متحده ۲ سپتامبر است.